# Lucky Girl
Pour les articles homonymes, voir Just My Luck.
Pour plus de détails, voir Fiche technique et Distribution.
Lucky Girl (en France) ou C’est bien ma chance ! (au Québec) (Just My Luck) est un film américain réalisé par Donald Petrie sorti en 2006.

## L'histoire
Ashley est la fille la plus chanceuse de New York, elle a une carrière prometteuse et une vie pleine de charme et de romance. En revanche, Jake est la personne la moins chanceuse de cette ville, tourmenté par des désastres constants et des occasions manquées. Tout change pour Ashley et Jake quand ils se rencontrent à une fête de mascarade de Swank. Mais un seul baiser permute miraculeusement leurs chances. À présent la fabuleuse vie d'Ashley devient un enfer tandis que Jake mène la vie facile et aisée. Mais Ashley est bien déterminée à dépister Jake et donc à récupérer sa chance.

## Fiche technique
- Titre français : Lucky Girl
- Titre québécois : C’est bien ma chance !
- Titre original : Just My Luck
- Réalisateur : Donald Petrie
- Directeurs artistiques : Dennis Bradford et Hinju Kim
- Décors : Ray Kluga
- Costumes : Gary Jones
- Photographie : Dean Semler
- Montage : Debra Neil-Fisher
- Musique : Teddy Castellucci
- Producteurs : Arnon Milchan, Arnold Rifkin et Bruce Willis
- Société de production : 20th Century Fox, Regency Enterprises et Cheyenne Enterprises
- Société de distribution : 20th Century Fox
- Pays d'origine :  États-Unis
- Langue : anglais
- Genre : Comédie romantique
- Budget : 28 000 000 $
- Durée : 112 minutes
- Sortie :
  - États-Unis et Canada : 12 mai 2006
  - France : 18 octobre 2006

## Distribution
- Lindsay Lohan (VF : Sylvie Jacob) : Ashley Albright
- Chris Pine (VF : Alexis Tomassian) : Jake Hardin
- Faizon Love (VF : Frantz Confiac) : Damon Phillips
- Missi Pyle (VF : Juliette Degenne) : Peggy Braden
- Tom Fletcher : lui-même (en tant que membre de McFly)
- Danny Jones (VF : Christophe Lemoine) : lui-même (en tant que membre de McFly)
- Harry Judd (VF : Emmanuel Garijo) : lui-même (en tant que membre de McFly)
- Dougie Poynter : lui-même (en tant que membre de McFly)
- Samaire Armstrong : Maggie
- Chris Carmack : David Pennington
- Bree Turner (VF : Caroline Victoria) : Dana
- Makenzie Vega : Katy
- Carlos Ponce (VF : Bruno Choël) : Antonio
- Tovah Feldshuh (VF : Isabelle Leprince) : Madame Z
- Jaqueline Fleming : Tiffany
- Dane Rhodes : Mac

## Divers
Chris Carmack et Samaire Armstrong se retrouvent dans ce film après avoir joué dans la série Newport Beach, avec pour rôles respectifs Luke et Anna. Tous deux ont quitté la série la même année.